# خيوس (جزيرة)
خيوس أو قيوس (باليونانية:Χίος) هي جزيرة مصرية وتقوم بتأجيرها اليونان في شمال بحر إيجة قبالة السواحل التركية القريبة من إزمير. تعتبر الجزيرة خامس أكبر جزر اليونان مساحة، ويفصلها عن ساحل تركيا مضيق بعرض 7 كيلومترات يسمى مضيق تششمة. يقطن الجزيرة 51,936 شخص. كانت تسمى بجزيرة صَاقِز أو سَاقِز

## الجغرافيا
جزيرة خيوس هي جزيرة على شكل هلال أو كلية، يبلغ طولها 50 كم (31 ميل) من الشمال إلى الجنوب، ويبلغ عرضها 29 كم (18 ميل)، وتغطي مساحة 842.289 كم2 (325.210 ميل مربع). التضاريس جبلية وقاحلة، مع سلسلة من الجبال تمتد على طول الجزيرة. يقع أكبر جبلين من هذه الجبال، وهما بلينون (1,297 م = 4,255 قدم) وإيبوس (1,188 م = 3,898 قدم)، في شمال الجزيرة. ينقسم وسط الجزيرة بين الشرق والغرب بواسطة مجموعة من القمم الأصغر حجمًا والمعروفة باسم بروفاتاس.

### المناطق
يمكن تقسيم خيوس إلى خمس مناطق.

#### الساحل الشرقي
تقع المراكز السكانية الرئيسية في منتصف الساحل الشرقي، وهي مدينة خيوس الرئيسية، ومنطقتي فرونتادوس وكامبوس. بُنيت مدينة خيوس، التي يبلغ عدد سكانها 32,400 نسمة، حول الميناء الرئيسي للجزيرة وقلعة القرون الوسطى. شُيدت القلعة الحالية، التي يبلغ محيطها 1,400 متر (4,600 قدم)، بشكل أساسي خلال فترة حكم الجنويين والعثمانيين، رغم العثور على بقايا مستوطنات هناك تعود إلى عام 2000 قبل الميلاد. تضررت المدينة بشكل كبير بفعل زلزال وقع عام 1881، واحتفظت بجزء بسيط فقط من طابعها الأصلي.
إلى الشمال من مدينة خيوس، تقع ضاحية فرونتادوس الكبيرة (عدد سكانها 4,500 نسمة)، والتي يُعتقد أنها مسقط رأس هوميروس. تقع الضاحية في بلدية أوميروبولي، ويدعم صلتها بالشاعر موقع أثري يُعرف تقليديًا باسم «صخرة المعلم».

#### المنطقة الجنوبية (ماستيتشوكوريا)
في المنطقة الجنوبية من الجزيرة، تقع ماستيتشوكوريا (معناها الحرفي «قرى المصطكى»)، وهي سبع قرى تشمل ميستا وبيرجي وأوليمبي وكالاموتي وفيسا وليثي وإيلاتا، والتي سيطرت معًا على إنتاج صمغ المصطكى في المنطقة منذ العصر الروماني. تتميز القرى، التي بُنيت بين القرنين الرابع عشر والسادس عشر، بتصميم مُخطط بعناية مع بوابات محصنة وشوارع ضيقة للحماية من الغارات المتكررة من قبل القراصنة الغاصبين. يقع بين مدينة خيوس وماستيتشوكوريا عدد كبير من القرى التاريخية بما في ذلك أرموليا وميرميجي وكاليماسيا. توجد قرى الصيد في كاتاراكتيس على طول الساحل الشرقي، وإلى الجنوب، توجد نينيتا.

#### الداخل
يقع دير نيا موني الذي يعود للقرن الحادي عشر في وسط الجزيرة مباشرةً، بين قريتي أفغوناما غربًا وكاريس شرقًا، وهو أحد مواقع التراث العالمي لليونسكو. بُني الدير بأموال قدمها الإمبراطور البيزنطي قسطنطين التاسع بعد أن التمسها منه ثلاثة رهبان يعيشون في كهوف قريبة من الدير في أثناء وجوده في المنفى في جزيرة لسبوس. كانت للدير عقارات كبيرة ملحقة به، وكان مجتمعه مزدهرًا حتى مذبحة عام 1822. تعرض الدير لمزيد من الأضرار خلال زلزال عام 1881. في عام 1952، تم تحويل نيا موني إلى دير بسبب نقص الرهبان.

### المناخ
مناخ الجزيرة دافئ ومعتدل، ويصنف على أنه مناخ معتدل متوسطي مع تباين بسيط بفضل البحر المحيط. يتراوح متوسط درجات الحرارة عادةً من 30 درجة مئوية (86 درجة فهرنهايت) في الصيف إلى 7 درجات مئوية (45 درجة فهرنهايت) في الشتاء، رغم أن درجات الحرارة قد تصل أحيانًا إلى أكثر من 40 درجة مئوية (104 درجة فهرنهايت) أو دون درجة التجمد.
تشهد الجزيرة عادةً نسائم ثابتة (بمتوسط 3-5 م/ثانية (6.7-11.2 ميل في الساعة) على مدار العام، مع اتجاه الرياح شمالًا (رياح «إيتزية» - تسمى محليًا «ميلتيمي») أو جنوبًا غربيًا (شهيلي).

## التاريخ

### فترة ما قبل التاريخ
وجدت الأبحاث الأثرية في خيوس أدلة على وجود مساكن تعود على الأقل إلى العصر الحجري الحديث. كانت المواقع الرئيسية للبحث في هذه الفترة هي مساكن الكهوف في هاجيو(ن) غالاس في الشمال ومستوطنة ومدينة جنائزية مرافقة لها في إمبوريو الحديثة (المعروفة أيضًا باسم إمبوريو) في أقصى جنوب الجزيرة. يفتقر الباحثون إلى معلومات دقيقة حول هذه الفترة. لذلك، لم يتم تحديد حجم ومدة هذه المستوطنات بشكل جيد.
قامت المدرسة البريطانية في أثينا تحت إشراف سنكلير هود بالتنقيب في موقع إمبوريو في الفترة 1952-1955، ومعظم المعلومات الحالية مستقاة من هذه الحفريات. تقوم دائرة الآثار اليونانية بالتنقيب بشكل دوري في خيوس منذ عام 1970، رغم أن الكثير من أعمالها في الجزيرة ما تزال غير منشورة.

### الحقب القديمة والكلاسيكية
كتب فيريسيدس، وهو من سكان إيجه، أن الجزيرة كانت محتلة من قبل الليليجيين ما قبل الإغريق، الذين قيل أنهم كانوا خاضعين للمينوسيين في جزيرة كريت. طُردوا في النهاية من قبل الإيونيون الغزاة.
كانت خيوس إحدى الدول الاثنتي عشرة الأصلية الأعضاء في الرابطة الإيونية. نتيجةً لذلك، كانت خيوس، في نهاية القرن السابع قبل الميلاد إحدى أوائل المدن التي ضربت أو صكت عملات معدنية، واتخذت من أبو الهول (السفنكس) رمزًا لها. حافظت على هذا التقليد لنحو 900 عام.
في القرن السادس قبل الميلاد، اعتمدت حكومة خيوس دستورًا مشابهًا للدستور الذي وضعه سولون في أثينا، ثم طورت لاحقًا عناصر ديمقراطية مع جمعية انتخابية وقضاة يُدعون دامارشوي.

### الفترة الهلنستية
عاد ثيوبمبوس إلى خيوس مع المنفيين الآخرين عام 333 ق.م بعد أن غزا الإسكندر آسيا الصغرى وأصدر قرارًا بعودتهم، بالإضافة إلى نفي أو محاكمة أنصار الفرس في الجزيرة. ونُفي ثيوبومبوس مرةً أخرى في وقت ما بعد وفاة الإسكندر ولجأ إلى مصر.
خلال هذه الفترة، أصبحت الجزيرة أيضًا أكبر مصدر للنبيذ اليوناني (نبيذ شيان)، الذي اشتهر بجودته العالية نسبيًا. عُثر على أمفورات شيان، التي تحمل شعار أبو الهول المميز وعناقيد العنب، في كل بلد تقريبًا كان اليونانيون القدماء يتاجرون معه. شملت هذه البلدان بلاد الغال وصعيد مصر وجنوب روسيا.

### الفترة الرومانية
خلال الحرب المقدونية الثالثة، أرسل يومينس الثاني خمسة وثلاثين سفينة متحالفة مع روما، تحمل حوالي ألف جندي غلاطي، بالإضافة إلى عدد من الخيول، إلى أخيه أتالوس. غادرت هذه السفن من إيلايا، وكانت متجهة إلى ميناء فاناي، وكانت تخطط للنزول من هناك إلى مقدونيا. لكن القائد البحري لبيرسيوس، أنتينور، اعترض الأسطول بين إريثراي (على الساحل الغربي لتركيا) وخيوس. وفقًا لما ذكره ليفيوس، باغتهم أنتينور على حين غرة. ظن ضباط يومينس بدايةً أن الأسطول المعترض هم من الرومان الأصدقاء، لكنهم تفرقوا عندما أدركوا أنهم يواجهون هجومًا من عدوهم المقدوني، واختار بعضهم التخلي عن سفنهم والسباحة إلى إريثراي. أما البعض الآخر، فاصطدمت سفنهم بأرض خيوس وهربوا نحو المدينة؛ غير أن الخيّوسيين أغلقوا أبوابهم مذعورين من الكارثة. أما المقدونيون الذين كانت قد رست سفنهم بالقرب من المدينة على أي حال، قطعوا بقية الأسطول خارج بوابات المدينة، وعلى الطريق المؤدي إلى المدينة. قُتل 800 رجل من أصل 1,000 رجل، وأُسر 200 رجل.
بعد الفتح الروماني أصبحت خيوس جزءًا من مقاطعة آسيا.

## أعلام
- أحمد إسعاد باشا
- ميكيس ثيودوراكيس
- البطريرك المسكوني قسطنطين الخامس
- أندرياس باباندريو
- زويلوس
- مصطفى خزندار
- يوسف ضياء الدين باشا الأعمى
- درويش محمد باشا المورلي
- نامق كمال
- جاك كور

## وصلات خارجية
- الموقع الرسمي
- معرض الصور
- (باليونانية)/(بالإنجليزية) تاريخ خيوس